# Александър Мирер
Александър Исакович Мирер (на руски: Александр Исакович Мирер, 2 май 1927, Москва – 18 юли 2001, Москва) е съветски и руски писател фантаст, литературовед, критик и преводач.

## Биография и творчество
През 1946 г. постъпва в Московския държавен университет, но след година е изключен. Формално не получава висше образование. По основна специалност е инженер. Работи като главен конструктор във Всесоюзном НИИ электротермического оборудования, а от края на 1980-те – като редактор в издателство „Текст“.
През 1960-те години Александър Мирер влиза в неформалния московски кръг на писателите фантасти (в този кръг влизат Аркадий Стругацки, Север Гансовски, Анатолий Днепров, Еремей Парнов, Михаил Емцев, Дмитрий Биленкин и др.).
Александр Мирер дебютира във фантастиката с повеста „Будет хороший день!“ (1965). Неговата първа авторска книга е детската фантастична повест „Субмарина „Голубой Кит““ (1968). През 1969 г. са публикувани две повести, които правят Мирер една от най-значимите фигури в съветската фантастика по това време – „У меня девять жизней“ (разширен вариант излиза през 1990 г.) и „Главный полдень“ (през 1976 г. излиза в разширен вариант като роман под името „Дом Скитальцев“ – по мотиви от романа е направен художествения филм „Посредник“).
През 1970-те и 1980-те години Мирер работи основно като литературовед, публикувайки под псевдонима Александър Зеркалов статии за творчеството на Михаил Булгаков, братя Стругацки, Джон Толкин и други съветски и задгранични автори.
През 1988 г. в САЩ е издадена неговата монография „Евангелие Михаила Булгакова“ (преиздадена в Русия през 2003 г.).

## Основни произведения
- „Будет хороший день!“, повест (1965)
- „Субмарина „Голубой Кит““, повест (1968)
- „Главный полдень“, повест (1969)
- „У меня девять жизней“, повест (1969)
- „Дом скитальцев“, роман (1976)
- „Евангелие Михаила Булгакова“, монография за романа „Майстора и Маргарита“ (1988)
- „Мост Верразано“, роман (1998)
- „Этика Михаила Булгакова“, втора монография за романа „Майстора и Маргарита“, издадена през 2004 г., посмъртно.